# Nikolái Krylov
Nikolái Ivánovich Krylov (en ruso: Никола́й Ива́нович Крыло́в; 16 de abriljul./ 29 de abril de 1903greg. - 9 de febrero de 1972) fue un comandante militar soviético, Mariscal de la Unión Soviética desde 1962 hasta su muerte. Fue comandante en jefe de las Fuerzas de misiles estratégicos en 1968, durante la invasión soviética de Checoslovaquia.
Sus restos fueron enterrados en la Necrópolis de la Muralla del Kremlin.

## Primeros años
Krylov nació en una familia de maestros rurales. Se unió al Komsomol en 1918 y fue secretario de la célula distrital del Komsomol y combatiente del destacamento de la Guardia Roja del Komsomol del partido voluntario. Durante la Guerra civil rusa, trató de unirse al Ejército Rojo. A principios de 1919 fue enrolado en la división de aviación del Frente Sur, pero a los pocos días enfermó gravemente y se quedó con sus padres. Al mismo tiempo, aprobó el examen del curso escolar como alumno externo y recibió un certificado de graduación de la escuela de 2.ª etapa.

## Carrera militar

### Guerra Civil Rusa
En abril de 1919, a la edad de 16 años, logró enrolarse en el Ejército Rojo. Después de completar con éxito los cursos de infantería y ametralladoras de Sarátov en 1920, fue nombrado comandante de un pelotón de fusileros, luego de media compañía de fusileros en la 28.º División de Fusileros que lleva el nombre de VM Azin. En las filas del 11.º Ejército, luchó en el Frente Sur y participó en la ocupación de la República Democrática de Azerbaiyán en la guerra soviética-georgiana de 1921. El mismo año, fue trasladado al Lejano Oriente ruso , donde a la edad de 19 años, fue nombrado comandante de un batallón de fusileros en el 3.er Regimiento Verkhne-Uda de la 1.ª División del Pacífico del Ejército Popular Revolucionario de la República del Lejano Oriente. Participó en la liberación de Spassk, Nikolsk-Ussuriysky y Vladivostok del Ejército Blanco.

### Posguerra civil

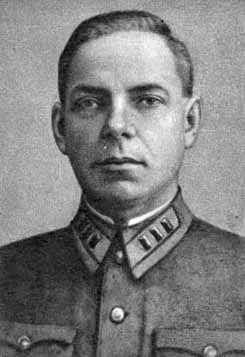
Nikolái Krylov en 1940

Después del final de la guerra civil, permaneció en el Ejército Rojo y continuó sirviendo en el Lejano Oriente, donde comandó un batallón. Desde 1923, se desempeñó como subjefe de personal de un regimiento de fusileros. Se unió al Partido Comunista de la Unión Soviética en 1927 y se graduó de los Cursos de Capacitación Avanzada para el Estado Mayor de Comando del Ejército Rojo en agosto de 1928.
A partir de 1929, se desempeñó como jefe de personal de un regimiento de fusileros en la 1.ª División del Pacífico. Estuvo al mando del área fortificada de Blagovéshchensk desde 1931. En 1936, fue nombrado jefe de personal del área fortificada de Blagoveshchensk. Fue asignado como jefe del departamento de la asociación paramilitar Osoaviakhim en Stávropol en 1939. En mayo de 1941, fue nombrado jefe de personal del área fortificada del Danubio en la sección sur de la frontera soviético-rumana en el Distrito Militar de Odesa.

### Segunda Guerra Mundial

#### Frente Oriental

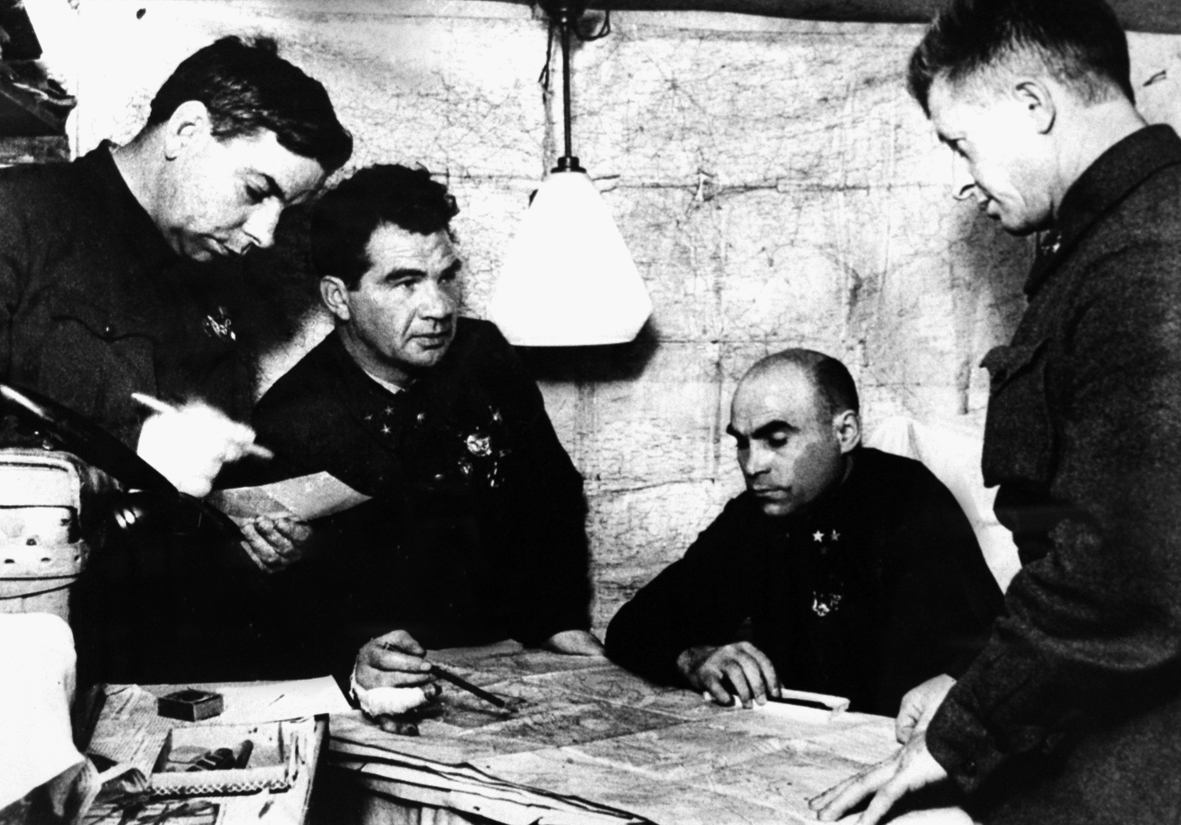
Krylov (a la izquierda) en el puesto de mando del 62.º Ejército en Stalingrado en diciembre de 1942.

Tras la invasión alemana de la Unión Soviética (Operación Barbarroja) en junio de 1941, Krylov lideró la lucha contra las tropas rumanas que intentaron sin éxito cruzar la frontera soviética. Cuando se avecinaba la amenaza de una ocupación enemiga, las tropas soviéticas se retiraron de la frontera y Krylov se convirtió en subjefe del departamento operativo del Ejército Costero Independiente en julio de 1941.
Dado que faltaban comandantes en la sitiada Odesa, se convirtió en jefe del departamento operativo del ejército el 11 de agosto y en jefe de Estado Mayor del ejército costero el 21 de agosto. Permaneció en este puesto desde el principio hasta el final de la defensa de Odesa y Sebastopol. Durante una visita de tropas fuera de Sebastopol, sufrió una herida de por vida debido a un bombardeo de artillería en diciembre de 1941. El 27 de diciembre de 1941, fue nombrado mayor general y luego evacuado de la ciudad en los últimos días de su defensa por un submarino de la Armada soviética. Estuvo en la reserva durante más de un mes, tiempo durante el cual escribió un informe sobre la defensa de Sebastopol.
En agosto de 1942, fue nombrado Jefe de Estado Mayor del 1.er Ejército de Guardias. Solo unos días después, fue convocado urgentemente a Stalingrado y nombrado jefe de Estado Mayor del 62.º Ejército, que libró muchos meses de batallas callejeras en la ciudad durante la batalla de Stalingrado. Hasta la llegada del nuevo comandante en jefe Vasili Chuikov, estuvo al mando del ejército en la batalla por la ciudad durante más de un mes. Allí se hizo muy amigo de Chuikov y también fue miembro del Consejo Militar del Frente dirigido por Nikita Jruschov, quien era su superior.
Después de la victoria en Stalingrado, fue nombrado comandante del 3.er Ejército de Reserva del Cuartel General del Alto Mando Supremo en mayo de 1943. Desde julio de 1943, se desempeñó como comandante de los 21.º y 5.º ejércitos del Frente Occidental. Durante este tiempo, sus ejércitos participaron en las ofensivas de Orsha y Vitebsk en 1943. El ejército de Krylov fue transferido al Tercer Frente Bielorruso. Al mando de este ejército, Krylov los dirigió con éxito durante la Operación Bagration, cuando las unidades de su ejército avanzaron con éxito cerca de Vítebsk, Orsha y Minsk, y asaltaron Vilnius y rechazó los contraataques enemigos cerca de Kaunas. Por su excelente mando de tropas, por decreto del Presídium del Sóviet Supremo de la URSS del 19 de abril de 1945, recibió el título de Héroe de la Unión Soviética y fue ascendido a coronel general el 15 de julio de 1944.
Debido a su antigua lesión, estuvo dos meses en un hospital de Moscú a finales de 1944 y luego volvió al mando de sus unidades del ejército durante la ofensiva de Prusia Oriental.

#### Guerra soviético-japonesa
Después de la victoria sobre Alemania, el 5.º Ejército con toda su fuerza fue transferido al Lejano Oriente, donde pasó a formar parte del 1.er Frente del Lejano Oriente al mando del mariscal Kirill Meretskov. Junto con Meretskov, Krylov dio un paso audaz contra el 3.er ejército japonés. Bajo fuertes lluvias y sin preparación de artillería, las unidades de avanzada se movieron en secreto a través de la frontera y luego lanzaron una ofensiva repentina que destruyó gran parte de la instalación japonesa y atravesó la línea defensiva fronteriza profundamente escalonada. Liderando la ofensiva, el ejército de Krylov liberó las ciudades y pueblos de Muling, Linkou y Mudanjiang.
Por la exitosa derrota de los grupos enemigos opuestos en esta operación, Krylov recibió el título de Héroe de la Unión Soviética por segunda vez.

### Posguerra
Desde octubre de 1945, se desempeñó como comandante adjunto del Distrito Militar de Primorsky. A partir de enero de 1947, fue nombrado comandante del Distrito Militar del Lejano Oriente. En marzo de 1953, el distrito se reorganizó en el ejército, que se incluyó en el nuevo Distrito Militar unido del Lejano Oriente. Estuvo al mando de este ejército durante unos seis meses, antes de ser nombrado primer subcomandante del Distrito Militar del Lejano Oriente en septiembre de 1953. Al mismo tiempo, el 18 de septiembre de 1953, se le otorgó el rango militar de General del Ejército. Desde enero de 1956, se desempeñó como comandante del Distrito Militar de los Urales y desde 1958, comandante del Distrito Militar de Leningrado. En 1960, fue nombrado comandante del Distrito Militar de Moscú. Se convirtió en Mariscal de la Unión Soviética el 28 de abril de 1962.
En marzo de 1963, fue nombrado Comandante en Jefe de las Fuerzas de Cohetes Estratégicos. Él fue el responsable de su fundación, que tuvo que estar lista para el combate en poco tiempo y cuya nueva tecnología tuvo que probarse en cooperación con los diseñadores. El desarrollo de las fuerzas de misiles también fue acelerado por la Crisis de los Misiles de Cuba. Krylov, el diseñador de misiles Mijaíl Yángel y varios otros especialistas acordaron que era necesario construir nuevas plataformas de lanzamiento subterráneas y poner en funcionamiento nuevos complejos de misiles. Los deberes de Krylov también incluían inspecciones de todas las partes y departamentos de las fuerzas de misiles. También fue responsable de la construcción de ciudades militares donde vivía el personal militar y sus familias.
Krylov murió el 9 de febrero de 1972, a la edad de 68 años, solo nueve días después de la muerte del mariscal Matvéi Zajárov . La urna que contiene sus cenizas está enterrada en el Muro del Kremlin .

## Condecoraciones y premios
Krylov recibió los siguientes honores y premios.

### Unión Soviética
|  | Héroe de la Unión Soviética, dos veces (19 de abril de 1945, 8 de septiembre de 1945)                                             |
|  | Orden de Lenin, cuatro veces (8 de octubre de 1942, 21 de febrero de 1945, 19 de abril de 1945, 28 de marzo de 1963)              |
|  | Orden de la Revolución de Octubre (22 de febrero de 1968)                                                                         |
|  | Orden de la Bandera Roja, cuatro veces (10 de febrero de 1942, 4 de febrero de 1943, 3 de noviembre de 1944, 20 de junio de 1949) |
|  | Orden de Suvórov, primer grado (4 de julio de 1944)                                                                               |
|  | Orden de Kutúzov, primer grado (28 de septiembre de 943)                                                                          |
|  | Medalla por la Defensa de Odesa (1942)                                                                                            |
|  | Medalla por la Defensa de Sebastopol (1942)                                                                                       |
|  | Medalla por la Defensa de Stalingrado (1942)                                                                                      |
|  | Medalla por la Conquista de Königsberg (1945)                                                                                     |
|  | Medalla por la Victoria sobre Alemania en la Gran Guerra Patria 1941-1945 (1945)                                                  |
|  | Medalla por la Victoria sobre Japón (1945)                                                                                        |
|  | Medalla Conmemorativa del 20.º Aniversario de la Victoria en la Gran Guerra Patria de 1941-1945 (1965)                            |
|  | Medalla Conmemorativa por el Centenario del Natalicio de Lenin (1969)                                                             |
|  | Medalla del 20.º Aniversario del Ejército Rojo de Obreros y Campesinos (1938)                                                     |
|  | Medalla del 30.º Aniversario de las Fuerzas Armadas de la URSS (1948)                                                             |
|  | Medalla del 40.º Aniversario de las Fuerzas Armadas de la URSS (1958)                                                             |
|  | Medalla del 50.º Aniversario de las Fuerzas Armadas de la URSS (1968)                                                             |
|  | Medalla por el Desarrollo de las Tierras Vírgenes (1956)                                                                          |

### Extranjero
|  | Medalla de la Amistad Chino-Soviética , dos veces (República Popular de China)       |
|  | Orden de la Nube y el Estandarte con Gran Cordón Especial (República de China)       |
|  | Medalla por el Fortalecimiento de la Amistad en Armas, Clase Dorada (Checoslovaquia) |
|  | Comandante de la Legión de Honor (Francia)                                           |
|  | Croix de Guerre 1939-1945 (Francia)                                                  |
|  | Orden de Sukhbaatar (Mongolia)                                                       |
|  | Medalla por la Liberación de Corea (Corea del Norte)                                 |
|  | Cruz de Comendador con Estrella de la Orden Polonia Restituta (Polonia)              |
|  | Medalla de la Hermandad de Armas (Polonia)                                           |